# Контроллер домена
Контроллер домена в компьютерных сетях, построенных на Microsoft Server, — сервер, управляющий областью компьютерной сети (доменом).
Запускает службы Active Directory, в частности, Центр распространения ключей Kerberos (Kerberos Key Distribution Center, KDC).
С программной точки зрения, на большинстве Unix-подобных систем в качестве контроллера домена выступает пакет прикладных программ Samba.
Контроллеры домена, работающие под управлением Windows Server 2003, хранят данные каталога и управляют взаимодействиями пользователя и домена, включая процессы входа пользователя в систему, проверку подлинности и поиски в каталоге. Контроллеры домена создаются при использовании мастера установки Active Directory.
В Windows NT Server контроллер домена для надёжности создается в связке с основным контроллером домена, резервный контроллер домена. В Windows 2000 и Windows Server 2003 все равны.

## Windows NT
В сетях Windows NT один сервер использовался в качестве основного контроллера домена (PDC), а все остальные серверы выполняли роль резервных контроллеров домена (BDC).
BDC мог выполнять аутентификацию пользователей в домене, но все обновления в домене (добавление новых пользователей, изменение паролей, членство в группах и т. д.) могли быть сделаны только через PDC, которые затем распространялись на все резервные контроллеры домена. При недоступном PDC не удавалось осуществить обновления. Если PDC был постоянно недоступен, существующий BDC мог быть повышен до роли PDC.

## Windows 2000
В Windows 2000 и более поздние версии введена служба Active Directory (AD), которая практически свела на нет концепцию основного и резервного контроллеров домена в пользу нескольких хозяев репликации (модель одноранговой репликации).
Тем не менее, существуют несколько ролей, которые по умолчанию устанавливаются на первый DC в сети. Они называются Flexible single-master operations (FSMO). Некоторые из этих ролей отвечают за домен, другие — за лес доменов. Если сервер, выполняющий одну из этих ролей, недоступен, домен продолжает функционировать. В случае, если сервер недоступен постоянно, роль контроллера может на себя взять другой DC (процесс, известный как «захват» роли).
Windows Server 2008 и более поздние версии могут использоваться в качестве Read Only Domain Controller (RODC). Обновление информации на них возможно через репликацию с других DC.

## Samba 4.0/4.1
В Unix-подобных системах Samba 4.x может работать в качестве контроллера домена, поддерживает схемы леса доменов Windows 2003, 2003 R2, 2008, 2008 R2, которые, в свою очередь, могут быть расширены, может использоваться в качестве RODC.